# Ауче, Габриэль
Габриэль Агусти́н Ау́че (исп. Gabriel Agustín Hauche; родился 27 ноября 1986 года, Буэнос-Айрес) — аргентинский футболист, нападающий клуба «Расинг» (Авельянеда). Выступал за сборную Аргентины.

## Клубная карьера
Ауче начал карьеру в клубе «Темперлей». В 2004 году в матче против «Депортиво Арменио» он дебютировал в Примере B. В 2006 году Габриэль перешёл в клуб высшей лиги «Архентинос Хуниорс». 11 августа в матче против «Нуэва Чикаго» он дебютировал в аргентинской Примере. 16 сентября в поединке против «Лануса» Ауче забил свой первый гол за «Хуниорс».
В начале 2010 года Габриэль перешёл в «Расинг» из Авельянеды. 8 февраля в матче против «Арсенала» из Саранди он дебютировал за новую команду. В этом же поединке Ауче забил свой первый гол за клуба из Авельянеды. В начале 2013 года Ауче на правах аренды перешёл в итальянский «Кьево». 28 апреля в матче против «Дженоа» он дебютировал в Серии А. Габриэль сыграв всего в одном поединке и вернулся в «Расинг». В 2014 году он выиграл чемпионат Аргентины.
В начале 2015 года Ауче перешёл в мексиканскую «Тихуану». Сумма трансфера составила 1.9 млн. евро. 11 января в матче против «Пуэблы» он дебютировал в мексиканской Примере. 31 января в поединке против «Монаркас Морелия» Габриэль сделал «дубль», забив свои первые гола за «Тихуану». В начале 2017 года Ауче перешёл в «Толуку». 8 января в матче против «Атласа» он дебютировал за новую команду. Через неделю в поединке против столичной «Америки» Габриэль забил свой первый гол за «Толуку».
Летом 2018 года Ауче перешёл в колумбийский «Мильонариос». 23 июля в матче против «Бояка Чико» он дебютировал в Кубке Мустанга. В этом же поединке Габриэль забил свой первый гол за «Мильонариос».

## Международная карьера
1 октября 2009 года в матче товарищеском матче против сборной Ганы Ауче дебютировал за сборную Аргентины. 21 апреля в поединке против сборной Эквадора Габриэль забил свой первый гол за национальную команду.

### Голы за сборную Аргентины
| #   | Дата           | Место                                | Противник | Счёт | Результат | Соревнование      |
| --- | -------------- | ------------------------------------ | --------- | ---- | --------- | ----------------- |
| 01. | 21 апреля 2011 | Монументаль, Буэнос-Айрес, Аргентина | Эквадор   | 2:1  | 2:2       | Товарищеский матч |
| 02. | 25 мая 2011    | Монументаль, Буэнос-Айрес, Аргентина | Парагвай  | 1:0  | 4:2       | Товарищеский матч |
| 02. | 25 мая 2011    | Монументаль, Буэнос-Айрес, Аргентина | Парагвай  | 3:1  | 4:2       | Товарищеский матч |

## Достижения
Командные
 «Расинг» (Авельянеда)
- Чемпионат Аргентины по футболу — 2014